# Raúl Cuesta
Raúl Andrés Cuesta Martínez (Chigorodó, Antioquia, 23 de julio de 1988) es un futbolista colombiano. Juega de defensa.

## Clubes
| Club                    | País     | Año           |
| ----------------------- | -------- | ------------- |
| Juventud de las Piedras | Uruguay  | 2006          |
| Juventud Soacha         | Colombia | 2008          |
| Expreso Rojo            | Colombia | 2009          |
| Deportivo Rionegro      | Colombia | 2010          |
| Envigado FC             | Colombia | 2011          |
| Atlético Bucaramanga    | Colombia | 2012-2013     |
| Oriente Petrolero       | Bolivia  | 2014-2015     |
| Ramiro Castillo         | Bolivia  | 2016-2017     |
| Always Ready            | Bolivia  | 2017-presente |